# Горобець скельний
Горобець скельний (Petronia petronia) — птах родини горобцевих (Passeridae).

## Зовнішній вигляд
Розміром трохи більше хатнього горобця . Самці і самки майже не відрізняються за забарвленням. Загальний тон оперення сірувато-бурий. По всьому тілу розташовані бурі пестринки, на грудях велика лимонно-жовта пляма (у самців більш яскравіша). Хвостові пір'я з білими кінчиками, над оком світла брова.

## Поширення
Мешкає в горах і передгір'ї північної Африки, південної Європи , Близького Сходу , Кавказу , Середньої та Центральної Азії .
Великий ареал цього виду охоплює Кашгар, Монголію, Алашань, степи і гори в районі озера Кукунор, східні області Північно-Західного Китаю, південний захід і південний схід Казахстану, Середню Азію і Кавказ, проникаючи на південь до Кашміра та південних областей Афганістану, Ірану. Гніздиться в Палестині, Малій Азії, на Балканському півострові, в Італії, південній Франції, на Піренейському півострові, в Північно-Західній Африці, на островах Атлантики: Канарських і Мадейра, а в Середземному морі — на Мальорці, Корсиці, Сардинії та Сицилії.
Північна межа ареалу в Передкавказзі проходить у районі Грозного, Кисловодська, Черкеска. У Казахстані розповсюджений на півострові Мангишлак (Мангістау), а також в долинах річок Урал і Емба.

## Спосіб життя
Мешкає в передгір'ях і на схилах гір, зазвичай в кам'янистих розсипах і на скелях. В польоті кам'яний горобць спритний і швидкий; по землі і камінні він ходить і швидко бігає, як жайворонок.
Поза періодом гніздування кам'яні горобці широко кочують у пошуках корму. У Центральній Азії, приблизно з серпня по квітень, кам'яні горобці збиваються в зграї до 100—500 особин. У горах Середньої Азії відзначаються досить регулярні вертикальні кочівлі.
В Ірані, Малій Азії, південній Європі і в північно-західній Африці кам'яний горобець живе більш-менш осіло, але і тут робить кочівлі невеликого масштабу. В Іраку вони відомі як щорічні зимові гості.

## Живлення
Їжу кам'яного горобця становлять переважно насіння, ягоди та зелені частини диких і культурних рослин, а також комахи. Цим птахам необхідна питна вода, але далеких перельотів на водопій вони не роблять, тому здебільшого влаштовуються близько джерела, струмка, стоячої водойми, дощової калюжі або колодязя.

## Розмноження

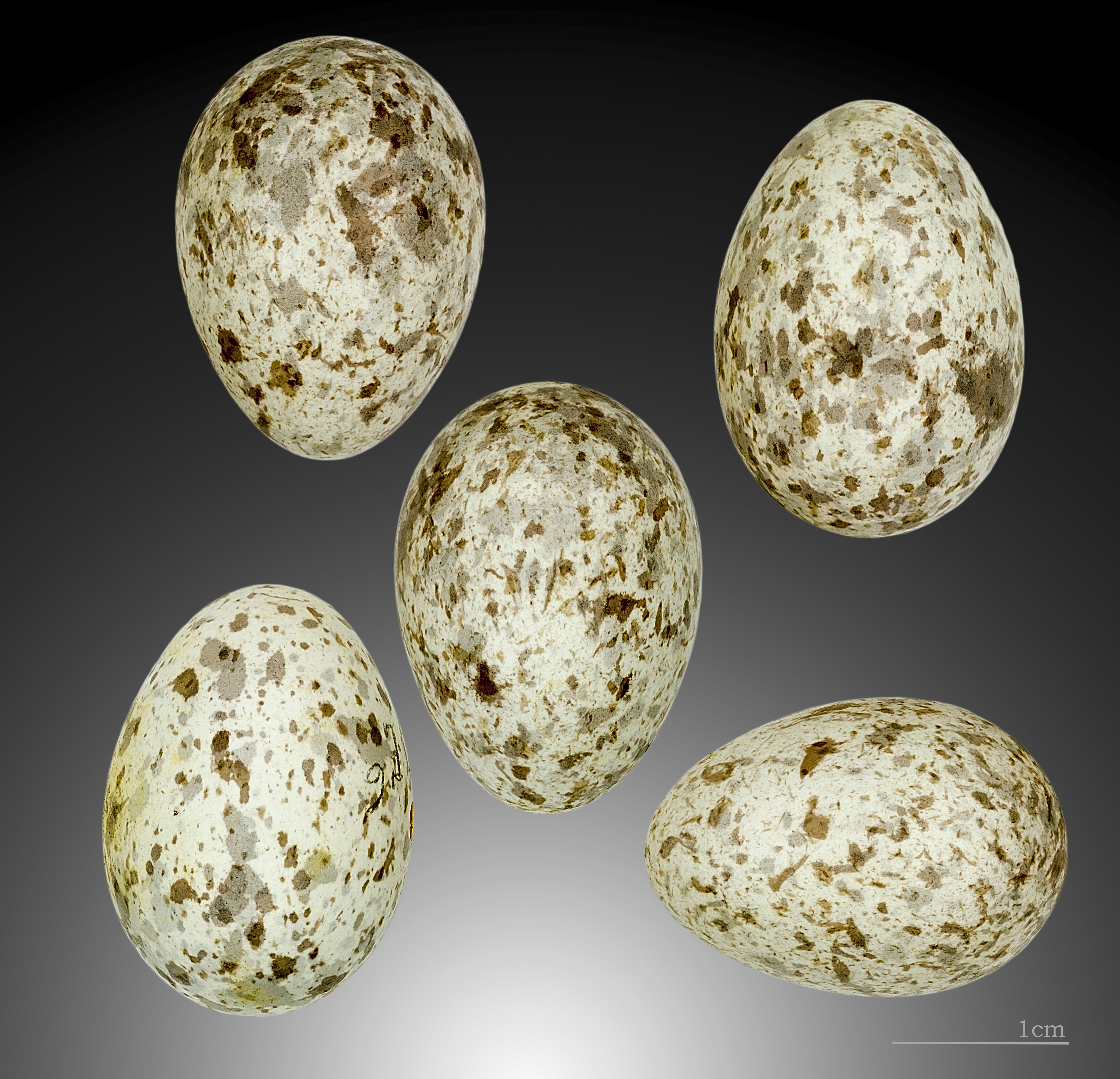
petronia petronia

На відміну від більшості горобців це полігамний вид (у самця 3-4 самки). У кладці 4-7 білих з коричневими плямами яєць.
Гніздиться колоніями, іноді досить великими. Гнізда типово горобині — кулясті з бічним входом, поміщаються в щілинах скель, в норах, нерідко також і в будівлях людини. Гнізда, як правило, містяться в тріщинах скель, в щілинах між камінням, в нерівностях ґрунту по крутих гірських схилах і обривах, в норах і виїмках, попередньо зайнятих береговими ластівками, щурками, скелястими повзиками, в дуплах дерев, де також нерідко використовуються кинуті гнізда повзиків. Іноді гніздяться в старих глиняних будівлях міських ластівок. Вхід в нору, в дупло або в кинуте гніздо при необхідності розширюється кам'яним горобцем, але сам він нір не риє, навіть у м'якій породі. Зрідка гніздиться і в густих сплетіннях гілок дерев, наприклад арчі. У цих випадках гніздо зазвичай спирається на більш товсті сучки, а зверху прикривається навислим дрібним волохатим гіллям ялівцю.
Гніздо кам'яного горобця — пухке, недбале і досить велике (якщо дозволяє місце) споруда з сухих стебел і мітелок злаків і з вистилки з пір'я, вовни тварин і рослинного пуху. Зверху воно завжди прикрите нависаючим каменем, стінкою нори або дупла, іноді гілками дерева.

## Голос
У зграї птахи перегукуються неголосним цвіріньканням. Позивка — дзвінке цвірінькання; весною самці, крім того, співають: пісня тиха, коротка і неясна.

## Зміст
Кам'яний горобець легко переносить неволю. Він менш агресивний, ніж інші горобці, і швидше звикає до людини. Іноді розмножується.